# Rosario anglicano
Il Rosario anglicano, meglio conosciuto come le Perle da preghiera anglicane o come Coroncina anglicana, è una coroncina di perle usata dagli anglicani, dagli anglo-cattolici, ma anche da anglicani convertiti al cattolicesimo. Questa devozione nacque alla fine del XIX secolo nella diocesi anglicana del Texas. Questo tipo di coroncina non gode di benedizione o di culto, come presso i cattolici, è solamente un simbolo materiale di pura rimembranza del rito, che peraltro è solo orale senza uso della coroncina stessa.

## Perle
Il rosario anglicano è costituito da 33 perle divise in quattro gruppi di sette, con perle aggiuntive chiamate Cruciforms che separano i gruppi. Il numero trentatré simboleggia gli anni della vita di Cristo sulla Terra, mentre il numero sette simboleggia i giorni della creazione, le stagioni dell'anno della Chiesa e la completezza della Fede.

## Raggruppamenti
I raggruppamenti sono chiamati settimane, al contrario del Rosario cattolico, che è formato da cinque gruppi di dieci grani chiamati decine.
Le perle sono disposte in forma circolare chiuse da una croce, spesso una Croce celtica o un Crocifisso di San Damiano. La recita inizia con il Segno della Croce, seguito dalla preghiera iniziale e dalla recita delle formule sui Cruciforms e sulle settimane; si conclude con il Padre nostro e la Preghiera della Croce.  
Nel Nome del Padre, del Figlio, e dello Spirito Santo. Amen.

Preghiera iniziale

O Dio, vieni a salvarmi (o salvarci)

O Signore, vieni presto in mio (o nostro) aiuto

Gloria al Padre, al Figlio e allo Spirito Santo, come era nel principio ora e sempre, nei secoli dei secoli. Amen.

I Cruciforms

Santo Dio,

Santo Forte,

Santo Immortale,

Abbi misericordia di me (o di noi).

Le settimane

Signore Gesù Cristo, Figlio di Dio,
 
Abbi misericordia di me peccatore.

La preghiera del Signore

Padre Nostro, che sei nei cieli,
 
sia santificato il tuo Nome,

venga il tuo Regno, sia fatta la tua Volontà,

come in cielo, così in terra.

Dacci oggi il nostro pane quotidiano.

E rimetti a noi i nostri debiti,
 
come noi li rimettiamo ai nostri debitori.

E non ci indurre in tentazione,

ma liberaci dal male.

Tuo è il regno,

tua è la potenza, e la gloria,

nei secoli. Amen.

La Croce

Io benedico il Signore.

(Benediciamo il Signore

Rendiamo grazie a Dio.)»